# Masatoshi Kushibiki
Masatoshi Kushibiki (櫛引 政敏 Kushibiki Masatoshi?), född 29 januari 1993, är en japansk fotbollsspelare som spelar för Montedio Yamagata.
I augusti 2016 blev han uttagen i Japans trupp till fotbolls-OS 2016.